# Парамешвара
Параме́швара (санскр. परमेश्वर IAST: parameśvara — «Верховный Владыка») — философская концепция в индуизме, проявленный Бог в монистических философских школах шиваизма и шактизма; Бог как Верховная Личность. Парамешвара представляется как Первый из проявленного, «Бог-Отец-и-Мать», как Личность (что по своему философскому контексту близко вайшнавскому термину Сваям-бхагаван). Это именно та форма Бога — имеющая тело — которая проявляется под различными именами и эпитетами в нашем мире, принимающая формы и действующая, руководящая и благословляющая; это именно та форма, которую почитают все шиваитские сампрадаи как живущих на Кайласе бога Шиву и богиню Парвати. Термин Парамешвара часто так же используется как синоним бога Шивы.

В вайшнавизме, в школах, принимающих авторитет «Брахма-самхиты», термин Парамешвара так же используется в отношении Вишну-Кришны: 
isvarah paramah krsnah sac-cid-ananda-vigrahah .
anadir adir govindah sarva-karana-karanam ..Брахма-самхита 5,1
Кришна, известный как Говинда, является Верховным Господом всех живых существ. Его духовное тело исполнено вечности, знания и блаженства. Являясь началом всего Сам Он не имеет начала. Он есть изначальная причина всех причин.

## Другое
- Парамешвара — титул нескольких правителей в Южной и Юго-Восточной Азии: Парамешвара (1344—1414)
- Ваттасери Парамешвара Намбудири[англ.] (англ.) (1380—1460) — средневековый математик, астроном и астролог из Кералы.
- В переводе Библии на язык хинди слово Бог переводится как Парамешвара (परमेश्वर), например, आदि में परमेश्वर ने आकाश और पृथ्वी को बनाया переводится как «Вначале Бог, Парамешвара, создал небо и землю».